# Hrușatîci, Starîi Sambir
Hrușatîci (în ucraineană Грушатичі) este localitatea de reședință a comunei Hrușatîci din raionul Starîi Sambir, regiunea Liov, Ucraina.

## Demografie
Componența lingvistică a localității Hrușatîci
     Ucraineană (99,81%)
Conform recensământului din 2001, majoritatea populației localității Hrușatîci era vorbitoare de ucraineană (99,81%), existând în minoritate și vorbitori de alte limbi.